# Scinax boulengeri
Scinax boulengeri es una especie de anfibios de la familia Hylidae.
Habita en Colombia, Costa Rica, Nicaragua, Panamá y posiblemente en Honduras.
Sus hábitats naturales incluyen bosques tropicales o subtropicales secos y a baja altitud, marismas intermitentes de agua dulce, pastos, plantaciones, jardines rurales y áreas urbanas.